# Johann Christian Eberlein

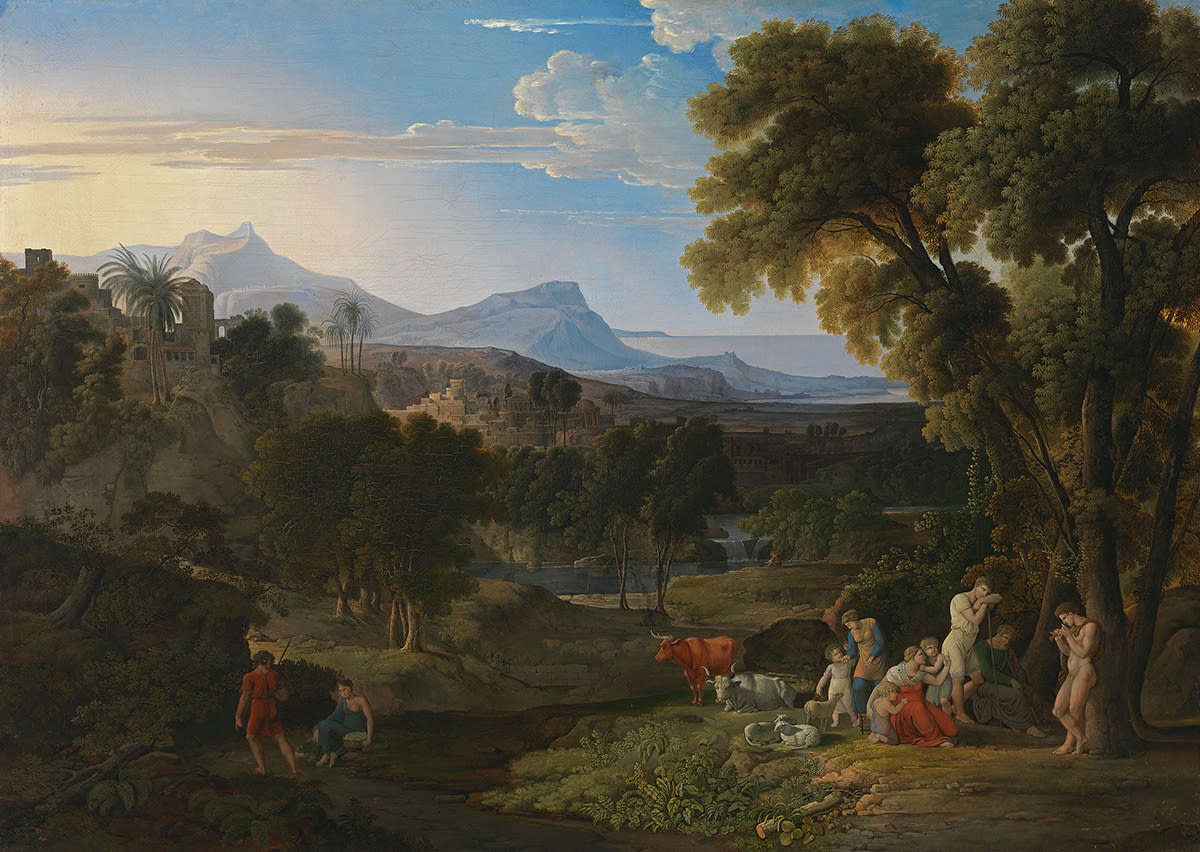
Johann Christian Eberlein, Heroische Landschaft, 1812/13

Johann Christian Eberlein (* 25. Mai 1778 in Ilfeld; † 12. Mai 1814 in Göttingen) war ein deutscher Maler, Zeichner und Zeichenlehrer.

## Leben
Der Sohn des Zeichners Christian Eberhard Eberlein wurde von seinem Vater ausgebildet, dessen Nachfolger als „Zeichenmeister“ an der Universität Göttingen er 1802 wurde. 1803/04 unterrichtete er Kronprinz Ludwig von Bayern während dessen Studiums in Göttingen im Zeichnen. Eberlein widmete ihm eine theoretisch-praktische Anleitung zum Zeichnen von Landschaften, die er mit 23 Kupferstichen illustrierte.
Er erhielt daraufhin von 1804 bis 1813 ein kurbayerisches Stipendium, um sich in Rom aufzuhalten. Angeregt von Joseph Anton Koch wurde er ein klassizistischer Landschaftsmaler. Aus Rom zurückgekehrt erstellte er zwei Skizzenbücher mit Harzlandschaften in Sepiatechnik.
Sein Bruder Friedrich Wilhelm Eberlein (1784–1845) war in Göttingen als Zeichner und Maler tätig. Er folgte seinem jung verstorbenen Bruder in der Funktion als Zeichenlehrer an der Universität.

## Werke
- Heroische Landschaft, um 1812/13, Gemälde, Bayerische Staatsgemäldesammlungen – Neue Pinakothek München, Inv.-Nr. WAF 244
- Zeichnungen in der Staatlichen Graphischen Sammlung München
- Zeichnungen in der Graphischen Sammlung der Staatsgalerie Stuttgart